# Ceropteris viscosa
Ceropteris viscosa là một loài thực vật có mạch trong họ Adiantaceae. Loài này được (D.C. Eaton) Underw. miêu tả khoa học đầu tiên năm 1902.